# Formatervezésiminta-oltalom
A formatervezési minta az iparjogvédelem egyik oltalmi formájának, a formatervezési mintaoltalomnak a tárgya. A 2002. január 1-jén hatályba lépett,  hatályos magyar jogszabály, a formatervezési minták oltalmáról szóló 2001. évi XLVIII. törvény a korábbi ipari minta fogalmat a formatervezési mintával váltotta fel. A formatervezési minta az ipari, kézműipari termékek külső megjelenését oltalmazza, a működésükkel stb. kapcsolatos oltalmat nem biztosítja.

## Története
Az ipari minta magyarországi oltalmát (ipari mintaoltalom vagy ízlésminta-oltalom)  legelőbb a 107.709. sz. kereskedelmi miniszteri rendelet szabályozta.  2002. január 1-je előtt az ipari minta oltalmáról szóló 1978. évi 28. törvényerejű rendelet volt hatályban.

## Az oltalom feltételei
Olyan formatervezési mintára szerezhető oltalom, amely 
- világviszonylatban új
- és egyéni jellegű,
- továbbá nem áll fenn az oltalom megadásával szemben valamely kizáró ok.

## A mintaoltalom jogosultja
A mintaoltalom jogosultja a minta szerzője vagy annak jogutódja lehet. Az oltalom alatt álló formatervezési mintát kizárólag a mintaoltalom jogosultja hasznosíthatja, vagy az, akinek a hasznosítására engedélyt (licenciát) adott. 

## Oltalmi idő
Az oltalom a bejelentés napjától számított 5 évig tart. Az oltalmat - kérelemre - további 5 -5 éves  időtartamokra, legfeljebb négy alkalommal meg lehet meghosszabbítani (megújítani), következésképpen a minta bejelentésének napjától számított 25 év elteltével az oltalom nem újítható meg.

## Az oltalom tartalma
A mintaoltalom jogosultjának a mintaoltalom alapján kizárólagos joga van a formatervezési minta hasznosítására. A kizárólagos hasznosítási joga alapján bárkivel szemben felléphet, aki a mintát az ő engedélye nélkül hasznosítja.

### A hasznosítás fogalma
Hasznosításnak számít- többek között - a formatervezési minta szerinti termék előállítása, forgalomba hozatalra való felkínálása, forgalomba hozatala, kivitele illetve behozatala, valamint a felsorolt célokból való raktáron tartása. 

## Az oltalom engedélyezése Magyarországon
A formatervezési minta bejelentését a Szellemi Tulajdon Nemzeti Hivatalához kell benyújtani.

## A formatervezési minta oltalma külföldön
A formatervezési-minta oltalma külföldön országonként külön-külön vagy regionális egyezmény alapján (európai uniós mintaoltalom illetve nemzetközi formatervezési-mintaoltalom nemzetközi bejelentéssel igényelhető.

### Nemzetközi mintaoltalom
A formatervezési minták nemzetközi letétbe helyezésére vonatkozó Hágai Megállapodás alapján benyújtott nemzetközi bejelentéssel. Az adott ország iparjogvédelmi hatóságát (Magyarországon a Magyar Szabadalmi Hivatalt) lehet kérni a bejelentésnek  a Szellemi Tulajdon Világszervezetének genfi irodájához való továbbításra illetve a bejelentés  közvetlenül is benyújtható.
A Megállapodás új, felülvizsgált szövegének aláírására 1999. július 2-án, Genfben került sor. Magyarország 2004. május 1-én csatlakozott a megállapodás genfi szövegéhez, melyet a 2004. évi XC. törvény hirdetett ki.
Az előnye a Megállapodás az, hogy egyetlen bejelentéssel, ugyanarra a mintára egyidejűleg több, a bejelentésben megjelölt Szerződő Fél területére igényelhető oltalom, ezáltal az eljárás könnyebbé, gyorsabbá, továbbá az egységes díjaknak köszönhetően olcsóbbá is válik.

### Közösségi formatervezésiminta-oltalom
A közösségi formatervezésiminta-oltalom feltételeit a 6/2002 EK rendelet szabályozza. A  közösségi formatervezési-minta bejelentés az EUIPO-nál nyújtható be. 
A minta jogosultja két lehetőség közül választhat: formatervezési mintáját még a forgalomba hozatal előtt oltalom alá helyezteti az Európai Unió Szellemi Tulajdoni Hivatalánál (EUIPO),annak érdekében, hogy lajstromozott közösségi formatervezési mintája (RCD) legyen, avagy azt forgalomba hozza anélkül, hogy lajstromoztatná (az utóbbi esetben nem lajstromozott közösségi formatervezési mintáról (UCD) van szó.)

## A Locarnói Megállapodás
A Locarnói Megállapodás a Hágai Megállapodás alkalmazásának, valamint a formatervezésiminta oltalmak közötti eligazodás megkönnyítése céljából 1968-ban  létrehozott szakosított egyezmény, amelynek tárgya az ipari minták nemzetközi osztályozása.  Magyarország 1973 óta tagja a Locarnói Megállapodásnak. 

## Jogérvényesítés
A sérelmet szenvedett fél a formatervezésiminta-oltalom megsértése miatt peres eljárást indíthat a bíróság előtt; kereseti kérelmében követelheti a jogsértés megállapítását, a jogsértés abbahagyását, a jogsértést megelőző állapot helyreállítását, valamint kártérítést követelhet. 